# Симето (река)
Симе́то (устар. Симеф; итал. Simeto, Giarretta; греч. Σύμαιθος) — река в Италии, впадает в залив Катания Ионического моря, протекает на востоке острова Сицилия по территории провинции Энна и метрополитенских городов Мессина и Катания. Длина реки составляет 113 км, площадь водосборного бассейна — 4186 км². Самая многоводная река на острове.
Симето — вторая по длине (113 км) река острова после Сальсо, но крупнейшая на Сицилии по площади бассейна (4186 км²) и количеству населения, проживающего в долине. Истоки реки находятся на высоте 1780 м над уровнем моря в массиве Неброди, далее Симето, сливаясь с Диттайно, протекает по территории провинции Катания, впадая в Ионическое море в 10 км южнее Катании.
Расход воды зависит от сезона, среднегодовой — 25 м³/с, но зимой после дождей может достигать 1500 м³/с (в 1951 году превышал 5000 м³/с).
Долина реки заселена человеком с античных времён. Через реку сохранилось несколько древних мостов, а в населённых пунктах находятся древнегреческие храмы, театры и прочие строения.
Район реки является ареалом многих видов птиц. В долине реки в 1984 году образован заповедник.
В долине реки расположен замок Норманно.